# 大學醫療網絡
大學醫療網絡（縮寫）是加拿大安大略省多倫多的一個教學醫院網絡，附屬於多倫多大學，是加拿大最大的醫療研究機構，研究經費總額位居加拿大第一。2015至2022年，該機構獲Research Infosource評為加拿大頂尖研究醫院。該網絡包括三所急症護理醫院——多倫多全科醫院、多倫多西區醫院及瑪嘉烈公主癌症中心，以及多倫多復康科醫院及The Michener Institute。2019至2020財年，三所急症護理醫院逾39,000人次住院，急症室近121,000人次就診。《新聞週刊》一直將多倫多全科醫院評為世界頂級醫院之一，最近將其評為2023年世界最佳醫院第五名，加拿大第一。

## 歷史
大學醫療網絡經由多年來的一系列合併，形成了目前的形式。1986年，多倫多西區醫院與多倫多全科醫院合併成多倫多醫院（The Toronto Hospital）。在瑪嘉烈公主癌症中心於1998年併入多倫多醫院後，該機構於1999年更名為大學醫療網絡。多倫多復康科醫院於2011年加入，為曾接受急症護理的病人提供康復服務。四所醫院都附屬於多倫多大學醫學院，且為駐院醫生、護士及其他醫護專業人員的教學醫院。2016年，The Michener Institute併入大學醫療網絡。其成立於1958年，是首個加入大學醫療網絡的非醫療組織。